# Мальмшё, Ян
Ян Вильгельм Мальмшё (швед. Jan Wilhelm Malmsjö; род. 29 мая 1932, Лунд) — шведский актёр и певец.

## Биография
Мальмшё родился 29 мая 1932 года в Лунде, Швеция. Он обучался в престижной Королевской академии драматического искусства с 1950 по 1953 год, и одной из его первых ролей на национальной сцене была роль Париса в «Ромео и Джульетте» Шекспира (1953).
Он появился в двух эпизодах драмы о Второй мировой войне «Combat!» в 1966 году, сначала в эпизоде 4-го сезона «Внезапный ужас» в роли Брюнера, а затем в эпизоде пятого сезона «Часовня в Эйбл Файв» в роли капитана Краусса.
Мальмшё обладает большим актёрским опытом — от заглавной роли в «Гамлете» Шекспира и Благоговейного Мандерса в «Призраках» Ибсена до Генри Хиггинса в «Моей прекрасной леди» и ведущих ролей в других мюзиклах, таких как «Клетка с волками» и «Виктор/Виктория».
Он также записал несколько музыкальных пластинок в своей родной Швеции. В музыкальном мире его шведскоязычная запись «Willkommen» на компакт-диске считается шедевром.
Он снимался эпизодически: одна из его самых известных ролей в кино — роль зловещего епископа Эдварда Вергеруса в фильме Ингмара Бергмана «Фанни и Александр» (1982). Одной из его последних сценических ролей была роль капитана в «Танце смерти» Стриндберга в драматической постановке 1993 года, поставленной Ларсом Нореном.
Он также озвучивал Люмьера в шведском дублировании Диснеевского фильма «Красавица и чудовище».
Мальмшё всё ещё играл выступал на сцене, в 2017 году, в возрасте 85 лет, когда он репетировал главную роль в Последней ленте Краппа по Сэмюэлю Беккету в Королевском драматическом театре Стокгольма. В начале 2019 года он был одним из участников отбора Швеции на конкурс песни «Евровидение»; в последний раз он появлялся в шоу пятьдесят лет назад.